# Rick Rude
Rick Rude, pseudonimo di Richard Erwin Rood (St. Peter, 7 dicembre 1958 – Alpharetta, 20 aprile 1999), è stato un wrestler statunitense.
Nella sua carriera lottò nelle più importanti federazioni di wrestling statunitensi dell'epoca, ovvero la World Championship Wrestling, la World Wrestling Federation e la Extreme Championship Wrestling.
Nel 2017 è stato inserito nella WWE Hall of Fame.

## Carriera

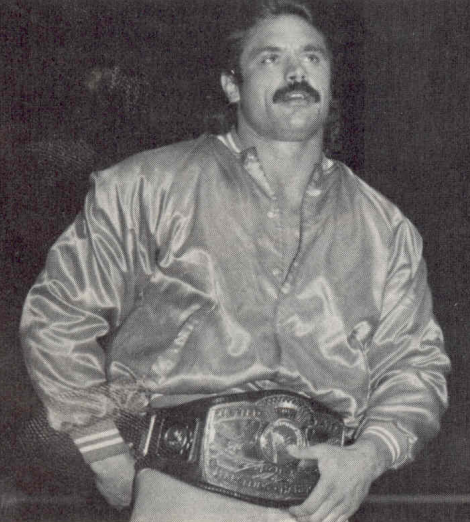
Rude nel 1985 con la cintura NWA US Tag Team Championship

Rick Rood nacque a St. Peter (Minnesota) da Chiaferi e Richard "Dick" Rood, un'ex star di football americano all'Università del Minnesota. Aveva una sorella di nome Marcia e un fratello di nome Michael. Rood frequentò la Robbinsdale High School di Robbinsdale (Minnesota) insieme a Tom Zenk, Brady Boone, Nikita Koloff, Curt Hennig, John Nord, e Barry Darsow, che diventeranno in seguito tutti lottatori professionisti. In quel periodo, nel 1976, conobbe la sua prima moglie Cheryl Holler con cui fu sposato dal 1980 al 1982.
Dopo aver conseguito un diploma in educazione fisica all'Anoka Ramsey Junior College, Rood iniziò a lottare nel 1983 con il nome d'arte Ricky Rood, personaggio face alle prime armi. Lottò nella National Wrestling Alliance: All-Star Wrestling di Vancouver prima di spostarsi nella Georgia Championship Wrestling e in seguito nella Continental Wrestling Association di Memphis. Più tardi entrò nella Jim Crockett Promotions dove ebbe numerosi partner di tag team combattendo contro i Road Warriors. Ritornò a Memphis nel 1984, questa volta come "Ravishing" Rick Rude, un heel presuntuoso ed arrogante dal fisico scolpito, diretto dal manager Jimmy Hart. Successivamente Rude si scontrò con Jerry Lawler e poi con l'ex compagno di coppia King Kong Bundy.
Nel dicembre 1984 si trasferì nella Championship Wrestling from Florida, dove il suo manager era Percy Pringle. Qui sconfisse Pez Whatley vincendo l'NWA Florida Southern Heavyweight Championship il 16 gennaio 1985 e perdendolo il 10 aprile seguente in favore di Brian Blair. Rude riconquistò la cintura il 20 luglio 1985, battendo Mike Graham nella finale di un torneo. Detenne il titolo fino al 2 ottobre dello stesso anno quando lo cedette a Wahoo McDaniel. In coppia con Jesse Barr, vinse l'NWA Florida United States Tag Team Championship il 16 aprile 1985, e iniziò un feud con Billy Jack Haynes e Wahoo McDaniel per il possesso delle cinture, perdendo il titolo contro McDaniel e Haynes il 9 luglio 1985. A fine 1985, passò alla World Class Championship Wrestling insieme al manager Pringle, dove si scontrò con Kevin Von Erich e Chris Adams. Durante quel periodo in WCCW, il 4 novembre 1985, Rude catturò l'NWA American Heavyweight Championship. Poco dopo, la WCCW si staccò dalla NWA cambiando il nome in World Class Wrestling Association. Il titolo NWA American Championship fu rinominato WCWA World Heavyweight Championship mentre Rude era ancora il campione in carica. Come risultato, Rude diventò il primo campione mondiale della neonata federazione. Dopo aver perso la cintura in favore di Chris Adams nel luglio 1986, Rude licenziò Pringle e lo sostituì per qualche tempo con sua sorella, Raven. Poi formò un tag team di breve durata con Dingo Warrior, ma Warrior diventò presto un face e la coppia si sciolse.
Nel settembre 1986, Rude fece ritorno nella Jim Crockett Promotions e si alleò con Manny Fernandez e il suo manager Paul Jones nella loro rivalità con Wahoo McDaniel. Rude e Fernandez, conosciuti con il nome "Awesome Twosome", vinsero l'NWA World Tag Team Championship il 6 dicembre 1986 sconfiggendo i Rock 'n' Roll Express, e poi iniziarono un feud con gli ex campioni che terminò soltanto quando Rude lasciò la federazione per entrare nella World Wrestling Federation nell'aprile del 1987. Per motivare il suo repentino abbandono, Jim Crockett Jr. mandò in onda un incontro pre-registrato dove gli Express sconfiggevano Rude & Fernandez, dichiarando che Rude si era infortunato dopo il match.

### World Wrestling Federation (1987–1990)

#### Feud con Jake "The Snake" Roberts ed Ultimate Warrior

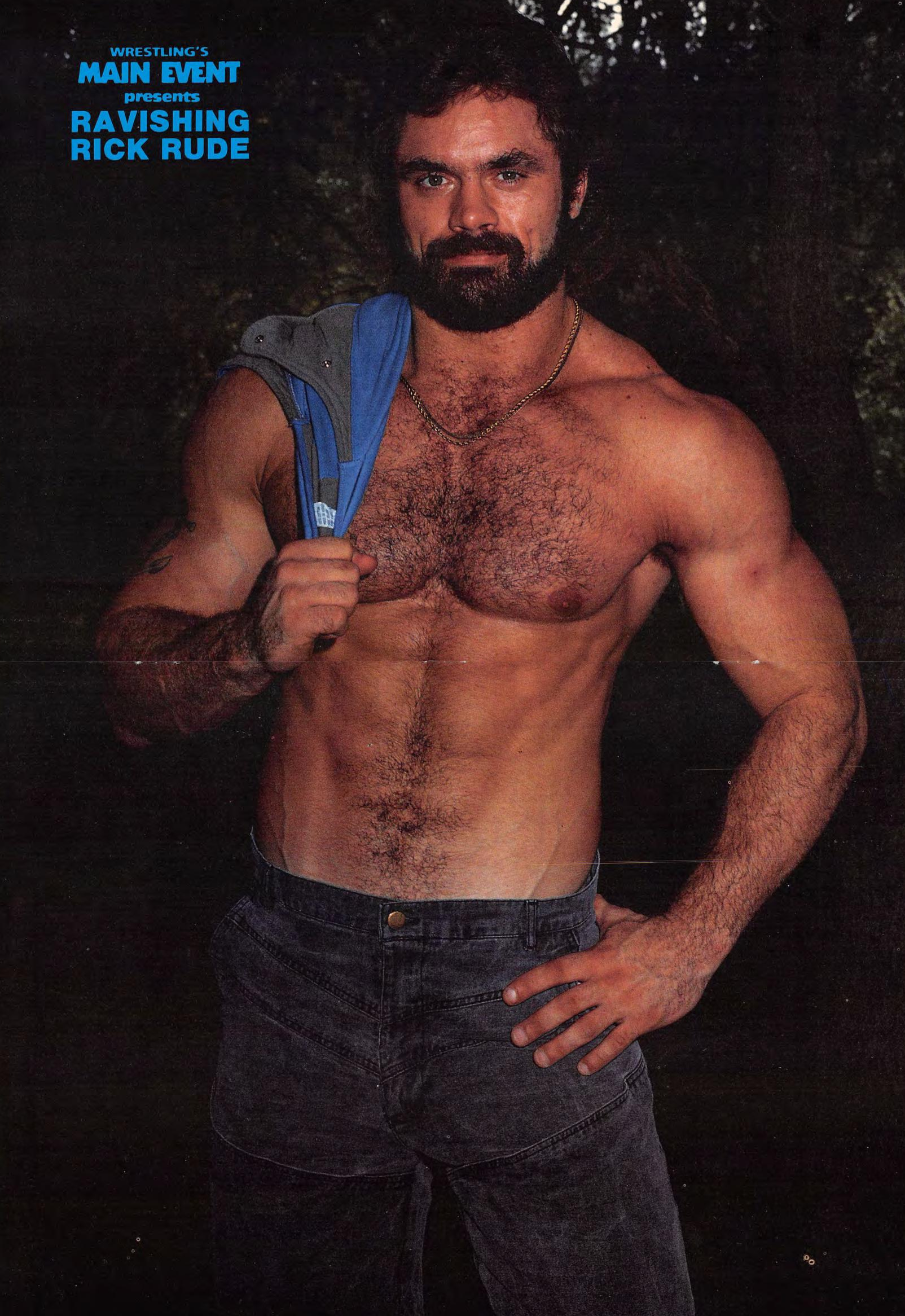
Rude nel 1988

Rude fece il proprio debutto in WWF nel luglio 1987. Inizialmente come manager gli venne affiancato Jimmy Hart, e in seguito si passò a Bobby "The Brain" Heenan. Rude ebbe un primo feud con "Mr. Wonderful" Paul Orndorff, prima di dar vita ad una delle sue rivalità più celebri con Jake "The Snake" Roberts. Rude aveva l'abitudine, prima dei suoi match, di togliersi lentamente l'accappatoio mostrando il fisico iperpalestrato ed insultando i maschi "grassi" e "brutti" presenti in sala, poi, dopo le vittorie, sceglieva a caso una donna dal pubblico e la baciava. In una di queste occasioni, scelse tra i fan proprio la moglie di Roberts, Cheryl, e cercò di baciarla, quando la ragazza rifiutò schiaffeggiandolo, Rude l'aggredì, scatenando così la furia del marito. In un'altra occasione, durante il loro feud, Rude si presentò sul ring con un ritratto di Cheryl stampato sul davanti del costume, all'altezza dei genitali. Un furioso Roberts accorse sul ring e strappò via la calzamaglia a Rude.
Il prossimo grande feud di Rude fu quello con Ultimate Warrior che iniziò a gennaio 1989 durante la Royal Rumble di quell'anno. All'epoca si dibatteva su chi dei due atleti avesse il miglior fisico nella WWF, se Warrior, maggiormente possente e "grosso", oppure Rude dal fisico più definito ed armonioso.

#### WWF Intercontinental Champion
Grazie all'aiuto di Heenan, Rick Rude vinse il titolo Intercontinentale sconfiggendo Warrior a WrestleMania V, prima di riconsegnarlo a Warrior a SummerSlam 1989, in larga parte a causa delle interferenze di "Rowdy" Roddy Piper. Quindi Rude si scontrò con Piper, per poi tornare ad affrontare Ultimate Warrior nell'estate del 1990 dopo che Warrior era diventato campione del mondo. I due lottarono in uno Steel Cage match a SummerSlam 1990, ma Rude fallì il tentativo di accaparrarsi il titolo mondiale e lasciò la WWF nell'ottobre 1990. La sua uscita dalla federazione avvenne quando era stato già programmato per lui un feud con Big Boss Man, e le prime avvisaglie si erano anche già avute quando Rude aveva fatto in TV dei commenti offensivi circa la madre di Boss Man. Dopo il suo abbandono, non se ne fece più nulla.

### World Championship Wrestling (1991–1994)

#### WCW United States Heavyweight Champion
Dopo aver passato un anno a combattere in federazioni minori del circuito indipendente, Rude ritornò alla ribalta nella World Championship Wrestling (la ex Jim Crockett Promotions che era stata comprata da Ted Turner a fine 1988), apparendo mascherato sotto l'identità dell'"Halloween Phantom" durante Halloween Havoc il 27 ottobre 1991, ma rivelando la sua identità già la sera stessa. Si unì poi alla Dangerous Alliance, stable heel di Paul E. Dangerously costituita da Madusa, Arn Anderson, Bobby Eaton, Larry Zbyszko, e Steve Austin. Il 19 novembre 1991, Rude sconfisse Sting vincendo il titolo WCW United States Heavyweight Championship e prendendo parte a numerosi feud importanti nella federazione, incluso quello che lo vide contrapposto a Ricky Steamboat. I due disputarono un celebre "Iron Man Match" a Beach Blast '92 che passerà alla storia come uno degli incontri più belli di tutti i tempi.

#### WCW International World Heavyweight Champion
Nel 1992, Rude e Madusa uscirono dalla Dangerous Alliance e si scontrarono con Nikita Koloff. Rude sfidò il campione WCW World Heavyweight Ron Simmons in diverse occasioni ma non riuscì mai a sconfiggerlo. Nel dicembre 1992, Rude si infortunò realmente e dovette rendere vacante la sua cintura di campione degli Stati Uniti, ponendo forzatamente fine ad un regno durato ben 14 mesi, ancora oggi il secondo regno da campione più lungo nella storia del titolo. Rude tornò solamente nell'aprile 1993, cercando di reclamare il "suo" titolo da Dustin Rhodes, che lo aveva vinto in sua assenza.
Non riuscendo nell'impresa, Rude spostò poi le sue attenzioni sull'NWA World Heavyweight Championship detenuto prima da Masa Chono e in seguito da Ric Flair. Rick Rude sconfisse Flair per il titolo nel settembre 1993 al ppv Fall Brawl. Dato che la WCW si era recentemente staccata dalla NWA, aveva perso i diritti sull'uso del titolo NWA World Heavyweight Championship. Quindi, la WCW creò la propria versione del titolo, chiamandolo WCW International World Heavyweight Championship, che Rude perse in favore di Hiroshi Hase il 16 marzo 1994 a Tokyo, in Giappone. Rude riconquistò la cintura solo otto giorni più tardi a Kyoto. Dopo aver ceduto la cintura a Sting il 17 aprile, Rude schienò Sting il 1º maggio diventando così campione per la terza volta. Durante il match, Rude, però, si infortunò realmente alla schiena; ed impossibilitato a combattere, venne privato del titolo. Poco dopo decise di ritirarsi dall'attività di lottatore a tempo pieno.

### Extreme Championship Wrestling e ritorno in WWF (1997)
Dopo aver lasciato la WCW, Rude non lottò più fino al 1996, quando entrò nella Extreme Championship Wrestling (ECW) come un lottatore mascherato che attaccò Shane Douglas. Poco dopo gettò la maschera e divenne commentatore TV per gli incontri della federazione.
In seguito, Rude tornò in WWF come guardia del corpo dei membri della stable D-Generation X (Shawn Michaels, Triple H, e Chyna). Come membro della DX, Rude non lottò mai, limitandosi al ruolo di supervisore a bordo ring durante i match del gruppo. Poco dopo se ne andò di nuovo dalla WWF dopo i fatti dello "Screwjob di Montréal" avvenuti alle Survivor Series 1997.

### Ritorno in WCW (1997–1998)
La sera del 17 novembre 1997, Rude apparve simultaneamente sia durante WWF Raw is War che a WCW Monday Nitro, un fatto senza precedenti che un wrestler partecipasse alle trasmissioni di due diverse federazioni contemporaneamente.
In WCW, Rude divenne membro dell'nWo, facendo da manager al vecchio amico Curt Hennig. Quando l'nWo si sciolse, Hennig e Rude si unirono all'nWo Wolfpac, e cercarono di motivare Konnan a cercare di sconfiggere Goldberg, ancora imbattuto all'epoca. Quando Konnan venne battuto da Goldberg, Rude e Hennig lo attaccarono, unendosi poi all'nWo Hollywood, i rivali del Wolfpac. A fine 1998, sia Rude che Hennig si ritirarono momentaneamente per infortunio.

## Morte
Nei primi mesi del 1999, Rude decise di tornare a competere e iniziò ad allenarsi forsennatamente guadagnando più di dieci chili di massa muscolare in una sola settimana. Morì improvvisamente nella mattina del 20 aprile 1999 nella sua abitazione a Alpharetta, Georgia a causa di un arresto cardiaco. L'autopsia rivelò che il decesso era sopraggiunto per overdose di medicinali. Lasciò sua moglie Michelle Brown Rood, sposata nel 1988, e i tre figli della coppia Richard Ryan, Colton e Merissa. Rude è sepolto in un colombario nel cimitero di Green Lawn, a Roswell, Georgia.

## Personaggio

### Mosse finali
- Rude Awakening (Shoulder neckbreaker)

### Manager
- Bobby Heenan
- Jimmy Hart
- Madusa
- Paul E. Dangerously
- Paul Jones
- Percy Pringle III

### Soprannomi
- "The Ravishing One"
- "Ravishing"

## Titoli e riconoscimenti
- Championship Wrestling from Florida
  - NWA Southern Heavyweight Championship (Florida version) (2)[17][18]
  - NWA United States Tag Team Championship (Florida version) (1)[19] – con Jesse Barr
- Continental Wrestling Association
  - NWA/AWA Southern Heavyweight Championship (1)[20]
  - NWA/AWA Southern Tag Team Championship (1) – con King Kong Bundy[21][22]
- Memphis Wrestling Hall of Fame
  - Classe del 2022
- World Championship Wrestling
  - WCW International World Heavyweight Championship (3)
  - WCW United States Championship (1)
  - NWA World Tag Team Championship (1) – con Manny Fernandez
- World Class Championship Wrestling
  - WCCW World Heavyweight Championship (1)
  - NWA American Heavyweight Championship (1)
  - WCCW Television Championship (1)
- Pro Wrestling Illustrated
  - "Most Hated Wrestler of the Year" (1992)
  - 4º tra i 500 migliori wrestler singoli nella PWI 500 (1992)
  - 57º tra i 500 migliori wrestler singoli nella PWI 500 Years (2003)
- World Wrestling Federation
  - WWF Intercontinental Championship (1)
  - WWE Hall of Fame (2017)
  - Slammy Award (1)
    - Jesse "The Body" Award (1987)